# Juan Moreno Polo
Juan Moreno i Polo (La Hoz de la Vieja, (Terol), 1711 - Tortosa, 1776) fou un dels més notables organistes i compositors del segle xviii, i probablement era germà del també músic José.
Fou infant de cor en la Seu de Saragossa. Amb vint anys fou nomenat organista de la catedral de Tortosa, en aquell moment ocupada pel mestre Josep Escorihuela. En morir aquest el 1743, un germà de Joan, Valero Moreno Polo fou nomenat mestre de capella de la catedral tortosina. A més de la seva tasca d'organista, Juan Moreno, es va encarregar de la reforma de l'orgue. Entre aquests anys, el 1761 es va traslladar a València per formar part d'un tribunal d'oposicions.
Diverses de les seves obres foren publicades per Pedrell en el Salterio Sacro Hispano, El organista litúrgico (Barcelona, 1905), Antología de organistas clásicos españoles (vol. 1, Madrid, 1909), i en l'Arxiu de Música de El Escorial s'hi conserva una Missa a 8 veus (1791). Pedrell és qui creu que Juan és germà de Josep Moreno i Polo.
Sembla que al final de la seva vida, Juan Moreno i Polo va tenir alguna malaltia que no el permetia realitzar totes les seves tasques d'organista, pel que aproximadament des del 1774, un alumne seu, Salvador Aicart de Tortosa, el va substituir en algunes de les seves funcions. Va morir, ja molt malalt el 24 d'abril de 1776, deixant tots els seus béns al seu germà Valero.

## Obra[1]
Es conserven obres seves al fons musical TarC (Fons de la Catedral de Tarragona).
- Salmòdia per a misses
- Aria: Ven, gran Señor (Per a 4 veus i acompanyament)
- Aria: Mi fe, mi constancia (Per a tres veus i instruments)
- Responsori Beata es Virgo Maria (Per a 4 veus i acompanyament)
- Rèquiem a 8 veus i instruments
- Missa breu a 8 veus

- Paso

Sonatas, sonatinas, fugues, himnes, allegros, tocatas, Salms...

### Obres per a teclat
- Sonatas i sonatinas
- Salmodia
- Més de 20 Versos
- Ofertorio
- Fuga para Ofertorio
- 2 Allegros
- Tocatta
- Versos per a orgue per l'himne de l'Esperit Sant
- Obra llena